# Overbite
Overbite es una extensión para el navegador web Mozilla Firefox desarrollada por Cameron Kaiser que permite usar el protocolo Gopher en las versiones del navegador que no sean compatibles con este protocolo. Firefox abandonó la compatibilidad con Gopher en su cuarta versión (4.0).
Overbite puede acceder a servidores Gopher que no usen el puerto 70 (el puerto oficial del protocolo) y es compatible con CCSO Nameserver.